# Peștenuța, Mehedinți
Peștenuța este un sat în comuna Florești din județul Mehedinți, Oltenia, România.